# Psilolechia leprosa
Espèce
Psilolechia leprosa est une espèce de lichen de la famille des Pilocarpaceae. Cette espèce semble préférer les sites siliceux ou peu calcaires, et riches en métaux tels que le cuivre ou le fer.